# Élections législatives de 2019 en Virginie
Les élections législatives de 2019 en Virginie ont lieu le 5 novembre 2019 afin d'élire les 100 membres de la Chambre des délégués de l'État américain de Virginie. Elles ont lieu en même temps que les élections sénatoriales.

## Système électoral
La Chambre des délégués de Virginie est la chambre basse de son Assemblée générale, le parlement bicaméral de l'État. Elle est composée de 100 sièges pourvus pour deux ans au scrutin uninominal majoritaire à un tour dans autant de circonscriptions.
La chambre fait partie des rares législatures américaines à être renouvelée les années impaires.

## Résultats
| Partis                   | Partis                   | Voix      | %   | +/- | Sièges | +/-           |
| ------------------------ | ------------------------ | --------- | --- | --- | ------ | ------------- |
|                          | Parti démocrate (D)      |           |     |     | 55     | 6             |
|                          | Parti républicain (R)    |           |     |     | 45     | 6             |
|                          | Parti libertarien (L)    |           |     |     | 0      | en stagnation |
|                          | Indépendants             |           |     |     | 0      | en stagnation |
|                          | Candidat par écrit       |           |     |     | 0      | en stagnation |
|                          |                          |           |     |     |        |               |
| Votes valides            |                          |           |     |     |        |               |
| Votes blancs et nuls     |                          |           |     |     |        |               |
| Total                    | Total                    |           | 100 | -   | 100    | en stagnation |
| Abstentions              |                          |           |     |     |        |               |
| Inscrits / participation | Inscrits / participation | 5 628 035 |     |     |        |               |